# Státní znak Federativních států Mikronésie
Státní znak Federativních států Mikronésie nebyl po vyhlášení republiky nikdy zaveden, jeho funkci plní státní pečeť. Ta je tvořena vlnovitě rozděleným (šesti vlnami) kruhovým polem. Horní polovina je světle modrá, dolní tmavě modrá. V horní části jsou čtyři bílé, pěticípé hvězdy, v dolní je hnědý kokosový ořech, z kterého pučí do horní části výhonek se čtyřmi snítkami. Pod ořechem je bílá, skládaná stuha se zeleným anglickým heslem PEACE, UNITY, LIBERTY (česky Mír, jednota, svoboda). Pod stuhou je v modrém poli bílý letopočet 1979. V bílém mezikruží, které je vně ohraničeno modrou ozdobnou šňůrou, vnitřní je hnědá (na obrázku je žlutá), je červený (na obrázku modrý) anglický opis GOVERNMENT OF THE (nahoře) FEDERATED STATES OF MICRONESIA (dole) (česky Vláda Federativních států Mikronésie). Autorem pečeti je Ben Ruan.
Šest vln symbolizuje počet původních správních oblastí Poručenského území Tichomořských ostrovů, čtyři hvězdy (a taktéž snítky palmy) pak současné členské státy federace. Pučící ořech symbolizuje samotnou federaci a připravenost přijmout další členy.

## Historie
Po II. světové válce byl 18. července 1947 formálně zrušen japonský mandát a ostrovy byly Organizací spojených národů začleněny do Poručenského území Tichomořských ostrovů (anglicky Trust Territory Of Pacific Islands). Znak Poručenského území nebyl zaveden, ale vysoký komisař užíval od roku 1947 svou pečeť. Ta zobrazovala ostrovní krajinu s palmou a strážní kánoí, přes které je položen dvakrát přeložený praporek s anglickým nápisem OFFICIAL SEAL (česky Úřední pečeť), a koncem ve tvaru vlaštovčích křídel. V mezikruží kolem byly anglické opisy, nahoře HIGHT COMMISSIONER (česky Vysoký komisař) a TRUST TERRITORY OF PACIFIC ISLANDS. Tato pečeť byla vyobrazena (v modré barvě) na jinak bílém listu vlajky vysokého komisaře.

Pečeť vysokého komisaře Poručenského území Tichomořských ostrovů (1947–1979/1990)

1. října 1979 byly jednostranně vyhlášeny nezávislé Federativní státy Mikronésie. Tento krok ale nenabyl právní síly, protože poručenský status OSN nebyl zrušen. 30. listopadu 1978 byla přijata vlajka (a zřejmě u znak). Znakem se stala mírně upravená pečeť, původně určená pouze pro prezidenta federace. Teprve 3. listopadu 1986 podepsali zástupci federace smlouvu s USA o volném přidružení a až 22. prosince 1990 schválila Rada bezpečnosti OSN zrušení poručenského statusu a země získala definitivně nezávislost. Ke změně státních symbolů však již nedošlo.